# Kamila Pytka
Kamila Pytka (ur. 12 czerwca 1994) – polska szpadzistka, medalistka mistrzostw świata (2022), medalistka letniej Uniwersjady w 2017 i 2019

## Życiorys
Jest zawodniczką AZS AWF Warszawa.
W 2014 zdobyła brązowy medal indywidualnie i złoty medal w turnieju drużynowym (z Anną Mroszczak, Jagodą Zagałą i Aleksandrą Zamachowską) na mistrzostwach Europy do lat 20, brązowy medal mistrzostw świata juniorów w turnieju drużynowym (z Aleksandrą Zamachowską, Jagodą Zagałą i Martyną Swatowską) oraz brązowy indywidualnie i srebrny w turnieju drużynowym (z Blanką Błach, Jagodą Zagałą i Aleksandrą Zamachowską) na mistrzostwach Europy do lat 23. Ponadto w 2015 i 2016 zdobyła brązowe medale w turnieju drużynowym mistrzostw Europy do lat 23 (w 2015 z Magdaleną Pawłowską, Martyną Swatowską i Anną Mroszczak, w 2016 z Barbarą Rutz, Martyną Swatowską i Aleksandrą Zamachowską). Jej największym sukcesem w karierze jest brązowy medal mistrzostw świata seniorek w 2022 w turnieju drużynowym (z Renatą Knapik-Miazgą, Martyną Swatowską-Wenglarczyk i Magdaleną Pawłowską) (indywidualnie zajęła na tych mistrzostwach 76. miejsce).
Trzykrotnie zdobywała medale letniej uniwersjady: w 2017 srebrny indywidualnie i brązowy drużynowo (z Aleksandrą Zamachowską, Barbarą Rutz i Martyną Swatowską), w 2019 brązowy medal w turnieju drużynowym (z Anną Mroszczak, Martyną Swatowską i Jagodą Zapałą).
Reprezentowała też Polskę na mistrzostwach świata seniorek w 2017 (35. miejsce indywidualnie) oraz mistrzostwach Europy seniorek w 2022 (7. miejsce w turnieju drużynowym i 33. miejsce w turnieju indywidualnym).
W 2022 zdobyła brązowy medal mistrzostw Polski seniorek w turnieju indywidualnym, ośmiokrotnie zdobywała medale mistrzostw Polski seniorek w turnieju drużynowym (2017, 2018, 2019 - złoty, 2016, 2020 - srebrny, 2015, 2021, 2022 - brązowy).
Szpadzistką jest także jej siostra, Sara Pytka